# Peggy Ashcroft

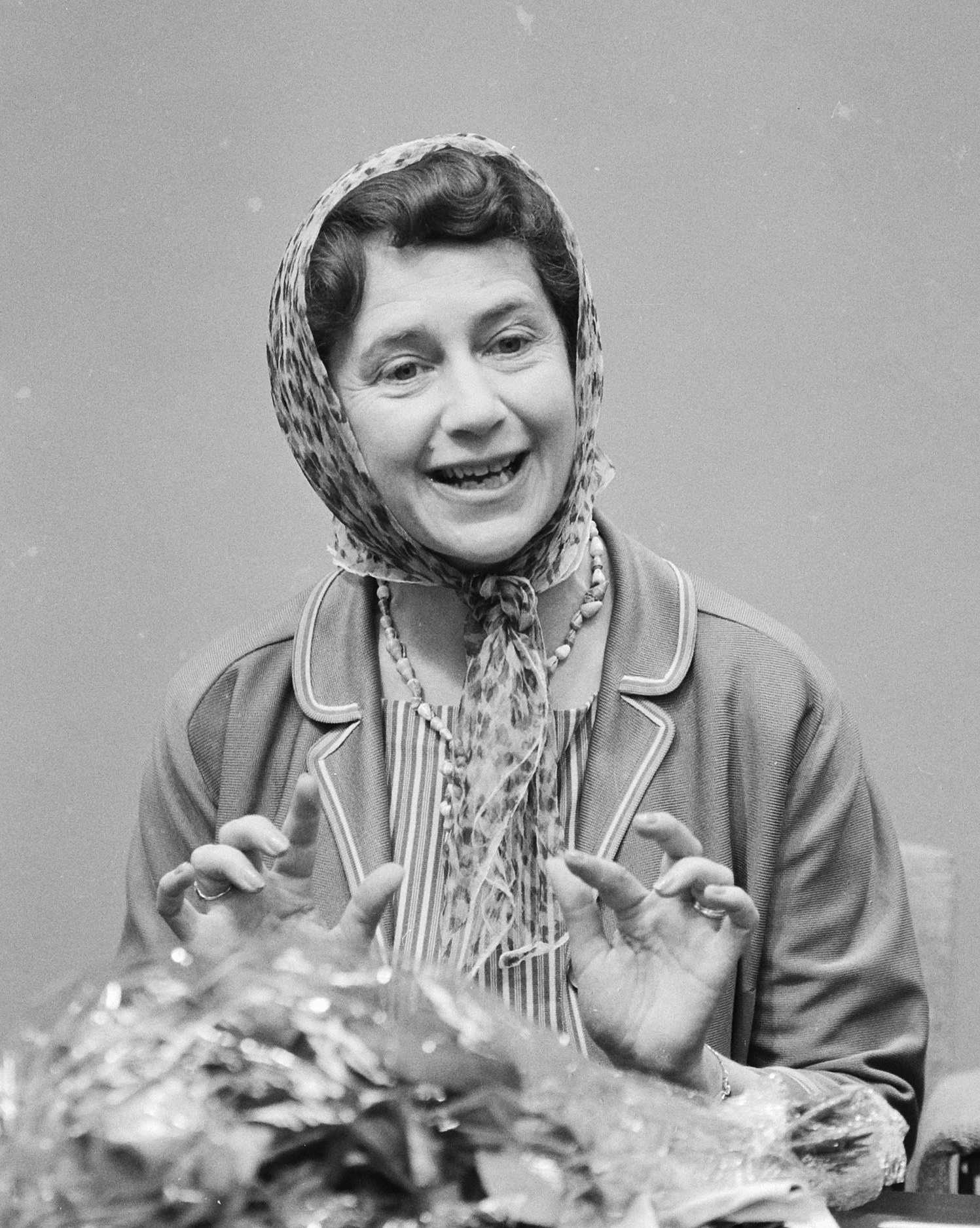
Peggy Ashcroft (1962)

Dame Edith Margaret Emily „Peggy“ Ashcroft DBE (* 22. Dezember 1907 in Croydon, London; † 14. Juni 1991 in London) war eine britische Schauspielerin.

## Leben

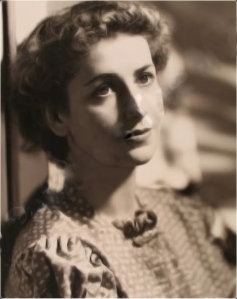
Peggy Ashcroft (1936)

Peggy Ashcroft absolvierte gegen den Willen ihrer Familie eine Schauspielausbildung an der Central School of Speech and Drama. Innerhalb weniger Jahre wurde sie zu einer prominenten Schauspielerin am Londoner West End. Im Laufe ihrer über 50 Jahre andauernden Bühnenkarriere zählte sie zu den großen Darstellerinnen des britischen Theaters. In den frühen 1930er-Jahren war sie am Old Vic Theatre zu sehen, später spielte sie regelmäßig in den Produktionen von John Gielgud. Sie war in den 1950er-Jahren bei der Royal Shakespeare Company tätig und trat im fortgeschrittenen Alter regelmäßig im Royal National Theatre auf. Ashcroft spielte oft in Werken von William Shakespeare, war aber auch in modernen Stücken von Autoren wie Bertolt Brecht, Samuel Beckett und Harold Pinter zu sehen.
Ihre Filmkarriere war eher sporadischer Natur: Im Zeitraum von 55 Jahren war sie in nur 14 Kinofilmen zu sehen. Daneben absolvierte sie aber auch noch Auftritte in einigen Fernsehproduktionen. Einen ihrer frühen Filmauftritte hatte sie 1935 in Alfred Hitchcocks Filmklassiker Die 39 Stufen als vernachlässigte Ehefrau eines schottischen Bauern. Für ihre Rolle in David Leans Reise nach Indien gewann sie 1985 den Oscar als Beste Nebendarstellerin und war zu dem Zeitpunkt mit 77 Jahren die älteste Schauspielerin, die diese Auszeichnung erhielt. Die Rolle der Barbie Batchelor in der hoch gelobten britischen Miniserie The Jewel in the Crown nach dem Romanepos von „Paul Scott“ zeigte sie im Fernsehen 1984 ebenfalls auf der Höhe ihrer Schauspielkunst. Für diese Arbeit erhielt sie den BAFTA Award als beste Fernsehschauspielerin.

## Privates
Peggy Ashcroft war drei Mal verheiratet. 1929 heiratete sie Sir Rupert Hart-Davis. Ihre Ehe hielt bis 1933. Ihr zweiter Ehemann war Theodore Komisarjevsky. Von 1940 bis 1966 war sie mit Jeremy Hutchinson verheiratet. Aus dieser Ehe stammen ihre beiden Kinder, die 1941 geborene Eliza und der 1946 geborene Nicholas. Die Sängerin Emily Loizeau ist ihre Enkelin. Peggy Ashcroft starb am 14. Juni 1991 in London im Alter von 83 Jahren an den Folgen eines Schlaganfalls.
1951 wurde Peggy Ashcroft als Commander in den Order of the British Empire aufgenommen und wurde 1956 als Dame Commander desselben Ordens geadelt.

## Filmografie (Auswahl)
- 1933: Ahasver, der ewige Jude (The Wandering Jew)
- 1935: Die 39 Stufen (The 39 Steps)
- 1936: Rhodes of Africa
- 1941: Eine ruhige Hochzeit (Quiet Wedding)
- 1959: Geschichte einer Nonne (The Nun's Story)
- 1965–1966: The Wars of the Roses (Fernseh-Miniserie, 7 Folgen)
- 1968: Die Frau aus dem Nichts (Secret Ceremony)
- 1969: 2 durch 3 geht nicht (Three Into Two Won’t Go)
- 1971: Sunday, Bloody Sunday
- 1973: Der Fußgänger
- 1977: Die Abenteuer des Joseph Andrews (Joseph Andrews)
- 1984: Reise nach Indien (A Passage to India)
- 1984: Das Juwel der Krone – Ans andere Ufer (The Jewel in the Crown; Fernseh-Miniserie, 7 Folgen)
- 1986: Wenn der Wind weht (When the Wind blows; Stimme)
- 1987: Murder by the Book (Fernsehfilm)
- 1988: Madame Sousatzka
- 1989: Eine unwürdige Frau (She's Been Away)
- 1989: Die Hitze des Tages (The Heat of the Day; Fernsehfilm)

## Auszeichnung
- 1984: Boston Society of Film Critics Award für die beste Nebendarstellerin für Reise nach Indien